# Holmmajor
Holmmajor var under 1600- och början av 1700-talet tjänstebenämningen för den som biträdde varvsamiralen i Karlskrona och holmamiralen i Stockholm med örlogsvarvets ledning. Holmmajorsämbetet utövades av en officer med rang som överste. Vid örlogsvarven fanns även andra befattningar som var uppkallade efter Holmen i Stockholm. Till dessa hörde holmkapten (rang som överstelöjtnant). holmkommissarie och holmbokhållare.